# Hrabstwo Andrew
Hrabstwo Andrew (ang. Andrew County) – hrabstwo w stanie Missouri w Stanach Zjednoczonych. Obszar całkowity hrabstwa obejmuje powierzchnię 436.50 mil2 (1 131 km²). Według danych z 2010 r. hrabstwo miało 17 291 mieszkańców. Hrabstwo powstało w 1841 roku.

## Sąsiednie hrabstwa
- Hrabstwo Nodaway (północ)
- Hrabstwo Gentry (północny wschód)
- Hrabstwo DeKalb (wschód)
- Hrabstwo Buchanan (południe)
- Hrabstwo Doniphan, Kansas (południowy zachód)
- Hrabstwo Holt (zachód)

## Miasta
- Bolckow
- Fillmore
- Rea
- Rosendale
- Savannah

## Wioski
- Amazonia
- Cosby
- Country Club